# Госайрхат
Госайрхат (бенг. গোসাইরহাট, англ. Gosairhat) — город в центральной части Бангладеш, административный центр одноимённого подокруга. Площадь города равна 4,33 км². По данным переписи 2001 года, в городе проживало 8313 человек, из которых мужчины составляли 51,06 %, женщины — соответственно 48,94 %. Плотность населения равнялась 1920 чел. на 1 км². Уровень грамотности населения составлял 45 % (при среднем по Бангладеш показателе 43,1 %). 